# Небпу
Небпу (*XIX ст. до н. е.) — давньоєгипетський діяч XII династії, верховний жрець Птаха у Мемфісі за володарювання фараона Аменемхета III.

## Життєпис
Походив з впливового жрецького роду. Син Сехотепібраанха II Неджема, верховного жерця Птаха. Розпочав карру на посаду сем-жерця, що відповідав за відкриття рота Птаха під час святкових церемоній.
Після смерті батька за фараона Аменемхета III стає новим верховним жерцем Птаха. Водночас призначається на посади найбільшого начальника над ремісниками (на кшталт головного архітектора держави) та голови над усіма пророками (жерців) Єгипту. Після призначення на посаду скарбника фараона Небпу стає одним з найвпливовіших сановників Єгипту.
Помер наприкінці правління Сенусерта III. Йому спадкував син Сехотепібраанх III Схері. Поховано в Саккарі або Даншурі.